# Asazuke

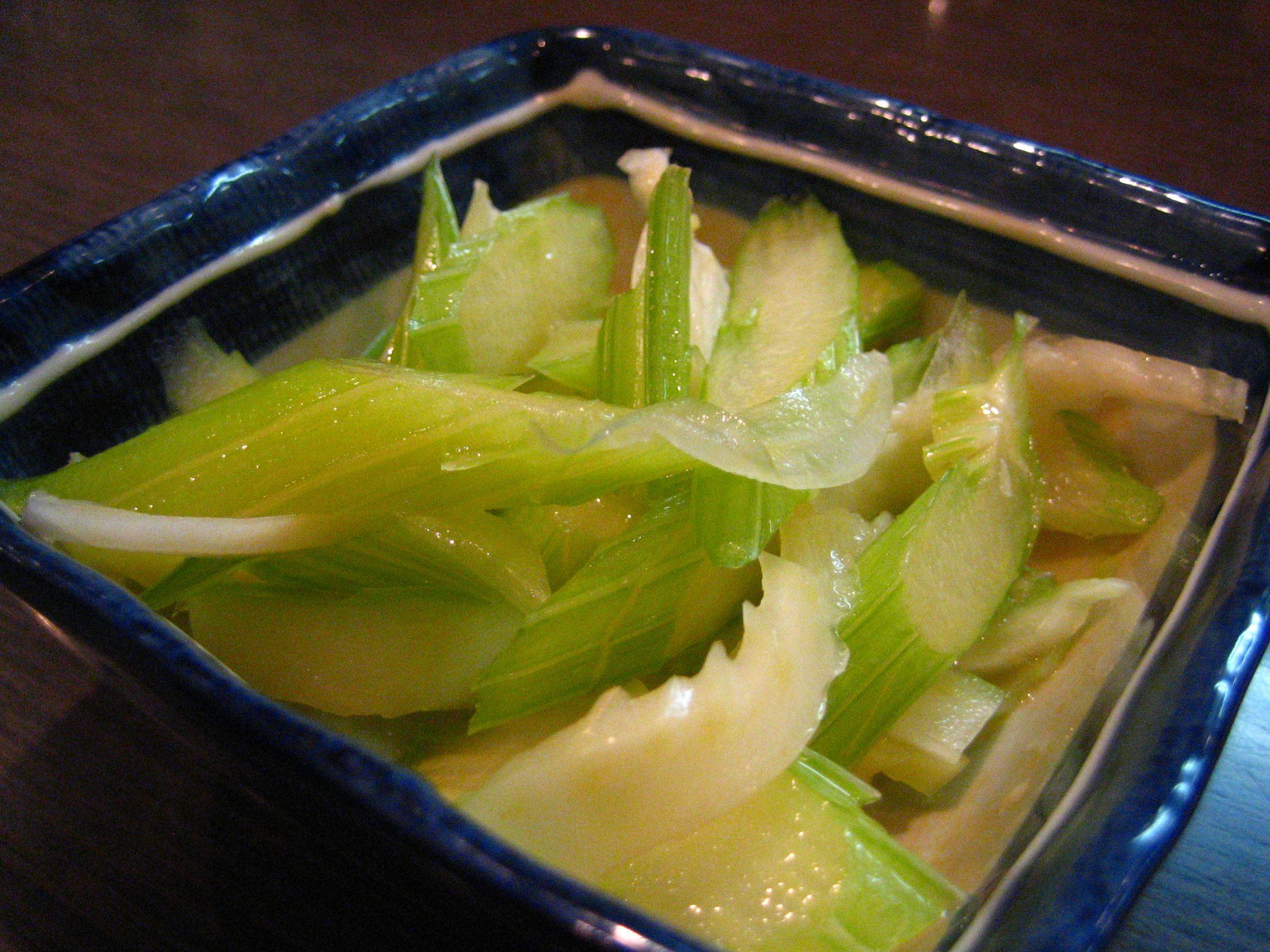
Celery asazuke

Asazuke (浅漬け, nghĩa đen là "muối trong nước nông") là một cách muối dưa nhanh của người Nhật. Từ asazuke cũng được dùng để gọi các loại rau quả muối theo cách này.
Vì muối trong thời gian ngắn, asazuke thiếu đi vị nồng đượm mà các cách muối khác có được, bù lại nó giữ được hương vị tươi ngon của rau. Các loại rau thường dùng là củ cải trắng, cải thảo, dưa chuột hoặc cà tím. Asazuke thường được làm bằng cách trộn đều rau đã cắt với muối rồi cho vào một cái túi hoặc các vật dụng khác, đậy kín lại, cùng với tảo bẹ kombu xắt lát và ớt. Thay vì dùng muối, asazuke có thể được làm với giấm, Nukazuke, hoặc bất kỳ một loại hỗn hợp muối dưa nào khác được bán ở các cửa hàng. Thời gian cần thiết để muối là từ 30 phút đến nhiều giờ.
Phương pháp muối dưa Asazuke đã trở nên rất quen thuộc trong các gia đình vì dễ làm. Nó là sản phẩm thương mại thông dụng thứ hai trong các loại dưa muối ở Nhật, chỉ đứng sau kim chi.